# Дорнод
Дорнод (раніше Східний аймак, монг.: Дорнод аймаг), також Чойбалсанський аймак — аймак у східній Монголії. Площа 123600 км² (3-є місце), населення 84581 людина, густота 0,68 чол/км². Центр — Чойбалсан. Аймак Дорнод складається з 14 сомонів, був утворений в 1931 році.

## Загальні дані, рельєф
Аймак межує на півночі з Російською Федерацією (450 км), на сході та південному сході — з Китайською Народною Республікою (1200 км.).
Більшу частину аймаку займає Східномонгольська рівнина з абсолютно рівним степом та численними солончаками. В аймаку знаходиться найнижча точка Монголії — басейн озера Хух-Нур (560 метрів над рівнем моря) у північно-східній частині Дорнод аймаку. Натомість у південно-східній частині є гірський ланцюг Хуанган (1000–1600 м понад рівнем моря). Основні вершини Соелз (1503м), Ереен (1376 м), Баян-уул (1300 м.). Степові долини Менен, Тамсагбулаг. Річки Керулен, Онон, Халхин-Гол. Озера Буйр-Нуур (на кордоні з Китаєм, площа 610 км², 40 км довжина, 20 км — ширина, глибина 50 метрів), Сум, Хух-Нур, Баруун-Шавар, Шорвог.

## Клімат

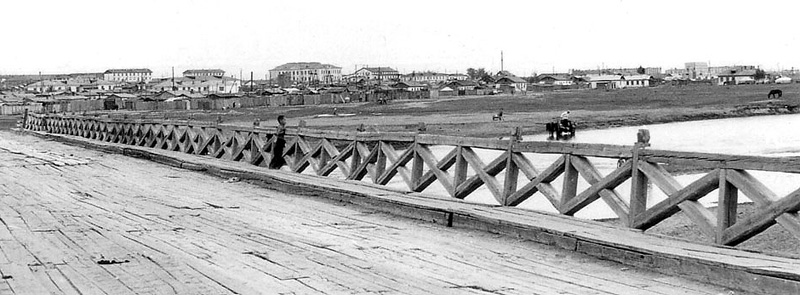
Міст на річці Херлен біля міста Чойбалсан (1972 р.)

Клімат різкоконтинентальний, середня температура січня мінус 21, липня +20, щорічна норма опадів 190 мм.

## Тваринний світ, охорона природи
Водяться джейрани, олені, лосі, корсаки, кабани.
На півдні аймаку у прикордонних з Китаєм районах знаходиться Східно-Монгольський заповідник, організований 1992 року (570,4 тис. га)

## Адміністративно-територіальний поділ
| №п/п | сомон        | Площа тис км кв | Населення | Центр       |
| 1    | Баян-уул     | 5,6             | 5200      | Жавартхошуу |
| 2    | Баяндун      | 6,24            | 2900      | Наранбулаг  |
| 3    | Баянтумен    | 8,4             | 2300      | Цагаан-Дерс |
| 4    | Булган       | 6,9             | 2200      | Ундурхошуу  |
| 5    | Гурван загал | 5,2             | 1200      | Сумийн нуур |
| 6    | Дашбалбар    | 8,5             | 3500      | Дашбалбар   |
| 7    | Матад        | 22,8            | 2700      | Зуунбулаг   |
| 8    | Сергелен     | 4,2             | 2800      | Сергелен    |
| 9    | Халхгол      | 28              | 8500      | Тамсагбулаг |
| 10   | Хуленбуйр    | 3,8             | 1900      | Баян-от     |
| 11   | Цагаан овоо  | 6,6             | 3700      | Хуувуур     |
| 12   | Чойбалсан    | 10,1            | 3000      | Хулстай     |
| 13   | Чулуунхороот | 6,54            | 1800      | Ереенцав    |

## Корисні копалини
Родовища урану, свинцю, поліметалів, цинку. Вугільні родовища Хоот (120 тисяч тонн вугілля на рік), Адуунчулуун (запаси 423 млн тонн, річний видобуток 420 тис. тонн), планується будівництво ТЕС потужністю 100 мВт що потребує 909 тис. тонн вугілля на рік. Родовище Цав — цинк (226,2 тис. тонн) та свинець (123,3 тис. тонн цинку), напівперероблена руда постачається в Китай де вилучається залізо, кадмій, свинець, срібло, золото.

## Промисловість, сільське господарство

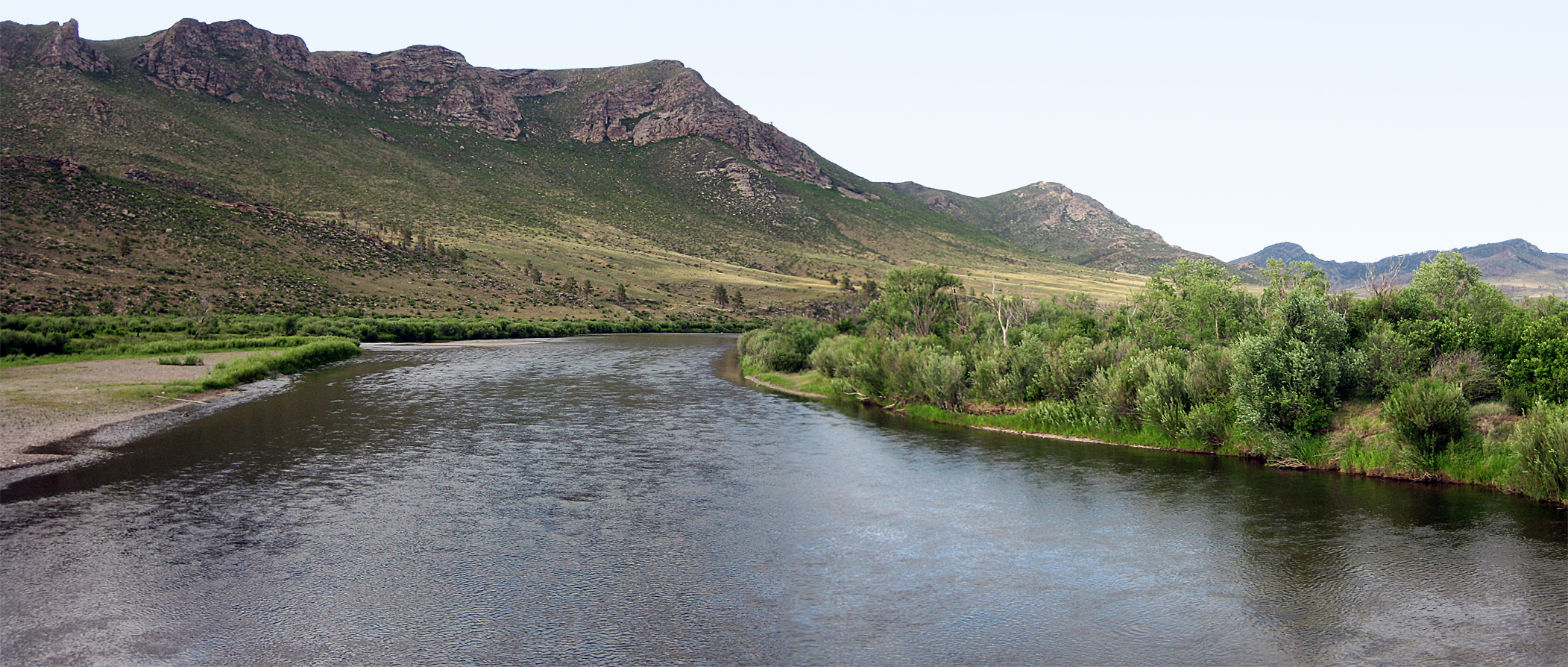
Річка Онон

Відносно добре розвинута інфраструктура. 10 млн га використовуються як пасовища, 118 квадратних миль використовуються для вирощування пшениці, 1,5 квадратних миль під овочівництво.
Розвинута гірнича, легка та харчова галузі промисловості.

## Пам'ятки
На території Східного аймаку особливо багато одиночних пам'ятників та монументів присвячених ІІ Світовій війні. Багато меморіалів радянським та монгольським воїнам розташовано на горі Баян-Цагаан. Найбільшим серед них є меморіал героям Халхин-Голу біля гори Хамар-Даваа, де знаходилась ставка Г. К. Жукова.
- Музей історії Халхін-Гола у місті Сумбер — просто неба розгорнута експозиція із зібраних на полі бою зразків бойової техніки та артилерії, є зразки радянської та японської зброї.
- Вал Чингісхана — широкий земляний вал з ровом, який тягнеться з Монголії в Приаргунні по лінії Забайкальськ — Абагайтуй — Кайластуй. Перекази пов'язують цей вал з іменем Чингісхана. Вал під цією назвою позначений на сучасних картах Монголії та Читинської області.
- Образ Будди на Халхин-Голі створений То ваном (1600 рік)[1]